# سيرجي كوزنيتسوف
سيرجي أوليجوفيتش كوزنيتسوف (مواليد 7 ديسمبر 1960، لينينغراد) (بالروسية: Серге́й Оле́гович Кузнецо́в) هو مؤرخ روسي متخصص في تاريخ عائلة ستروغانوف.

## مسيرته
بين عامي 1981 و 1987، درس كوزنيتسوف الفن الروسي والعالمي في كلية التاريخ في جامعة لينينغراد الحكومية. في عام 1984، وبالموازاة مع دراسته، بدأ العمل في قسم الرسم في متحف الدولة الروسية، وشارك في الأعمال التحضيرية للمعرض التذكاري لأعمال دميتري ليفيتزكي.
شملت أعماله البحثية لوحات لجان تشراكي، ألكسندر برولوف، وليام هيستي، آدم مينيلوز.
ألّف كوزنيتسوف أكثر من 70 مقالة في قاموس غروف للفنون (1996).

## روابط خارجية
- Sergey O. Kuznetsov – Who is Who in Russia